# إيفيلين نوابوكو
إيفيلين نوابوكو (بالإنجليزية: Evelyn Nwabuoku)‏ (14 نوفمبر 1985) لاعبة كرة قدم نيجيرية تلعب بمركز وسط الملعب بنادي بالدوري الكازاخستاني لكرة القدم للسيدات، كما أنها تلعب لصالح منتخب نيجيريا لكرة القدم للسيدات.